# 黃介正
黃介正（1959年—），生于台湾，祖籍安徽合肥县，臺灣政治學者，曾任陸委會副主任委员，淡江大學國際事務與戰略研究所教授。

## 生平
他的父亲黄世忠曾任國防部軍事情報局局长，母亲是江苏昆山人。
黃介正在台湾获得硕士学位后赴美深造，获喬治·華盛頓大學国际关係博士学位。历任美國布鲁金斯学会研究員、美國戰略暨國際研究中心資深研究員、美國馬里蘭大學政府與政治系副教授、淡江大學國際事務與戰略研究所所長、淡江大學美國研究所所長、駐美代表處諮議。2003年，蔡英文担任行政院大陸委員會主任委员时，他与陳明通、劉德勳同为副主任委員。
2021年10月4日，即将担任中國國民黨主席一职的朱立倫宣布，黃介正任國民黨國際部主任。朱立倫辦公室表示，他深諳美中台關係實務運作，將借重其專長為國民黨開展對外關係佈局。2022年4月6日，中國國民黨主席朱立倫宣布，黃介正接任駐美代表，黃裕鈞接任副代表，並常駐美國。7月21日至23日，黄介正在美国休士顿访问。22日下午，接受《美南新闻》访问时，黄介正重申他的任务是帮助台湾在美国和中国之间减少战争危机，以及担任美国政府与台湾政府之间沟通的桥樑。